# Warrington
Warrington es una ciudad y autoridad unitaria en Inglaterra (Reino Unido). Es parte histórica de Lancashire y en  2012 contaba con una población de 203.700 habitantes (2012).
Warrington es parte del condado del Cheshire.

## Historia
En la época romana, Warrington fue un pequeño centro industrial fundado por los soldados romanos en su ruta hacia Deva (actual Chester).
En la Edad Media, fue un importante lugar de paso que cobró protagonismo en la Guerra Civil Inglesa. 
Desde 1890, cuenta con el estatus de ciudad de condado. Actualmente, es un centro industrial dedicado a la manufactura de acero, textiles, productos químicos, trabajos en cuero y productos de cableado eléctrico.
En 1993, el IRA cometió un atentado en la localidad, que se saldó con dos niños muertos y varios heridos.

## Localidades
- Appleton Thorn 1,391
- Burtonwood 3,468
- Croft 1,461
- Culcheth 6,717
- Glazebury 1,014
- Hollinfare 1,024
- Lymm 11,992
- Warrington 171,058
- Winwick 2,521